# Música de Sea Islands
Las Sea Islands es un conjunto de islas de la costa atlántica de los Estados Unidos, situadas paralelas a la costa. Durante la Guerra de Secesión de Estados Unidos, los colonos blancos las abandonaron, permaneciendo en ellas los esclavos liberados, lo que dio lugar al desarrollo de una cultura creole propia, conocida como Gullah.

## La música
En ellas se ha desarrollado una música que aunó la tradición de los dialectos y baladas inglesas, en mestizaje con un estilo negro en el que la herencia africana apenas se había modificado. Ello es especialmente evidente en las islas cercanas a Charleston, Savannah y Brunswick. En ellas, se ha producido una reconstrucción de la cultura pan-africana, con un lenguaje verbal criollo, basado en el inglés antiguo, pero con un estilo, sintaxis y vocabulario claramente marcado por elementos africanos, y componentes no verbales, musicales y de danza, procedentes de amplias zonas de África Occidental. El estilo se ha mantenido bastante puro hasta mediados del siglo XX, cuando el musicólogo Alan Lomax desarrolló un buen número de grabaciones de campo, básicamente en las islas de Georgia.
Los temas suelen ser del tipo espiritual negro, en un contexto de éxtasis e invocación de los poderes de los héroes del Antiguo Testamento, similar a los cantos de oración africanos y del Caribe, con pervivencia de la rítmica en cruz y con acompañamiento de danza. Junto a ellos, son usuales también otro tipo de canciones seculares, en su mayor parte con origen en los minstrels shows o espectáculos musicales populares del sur de EE. UU., aunque también procedentes de las work songs o canciones de trabajo, transformadas en danzas colectivas.

## Los artistas
Lomax visitó por primera vez la isla de St. Simons en 1935, en compañía de Zora Neale Hurston, la escritora y  folclorista negra, colaboradora de Lydia Parrish, que fue fundadora del grupo Spiritual Singers of Georgia, la primera asociación de búsqueda de raíces en la música de las islas. En esa visita realizó diversas grabaciones a artistas como Joe Armstrong, Jerome Davis, Willis Proctor o Bessie Jones. Más tarde, en 1961, volvió a la isla para realizar nuevas grabaciones de esos y otros artistas, todas ellas a capela, como en la ocasión anterior. También recogió ejemplos de la música con instrumentos, en un estilo muy similar a la música de las Bahamas, incluyendo el banjo sin trastes y la percusión. En estas sesiones se recogieron grabaciones de Nat Rahmings, Henry Morrison, Alberta Ramsey, Hobart Smith y Ed Young, junto con Bessie Jones y John Davis.
De estas grabaciones, surgió un grupo, Georgia Sea Islands Singers, que ha funcionado como archivo sonoro del folclore isleño, realizando actuaciones y giras por todo el mundo, incluyendo eventos como los Juegos Olímpicos de Lillehammer (1994). Además de los músicos ya citados, han formado parte del grupo Franky Sullivan Quimby, Mabel Hillary y otros.

## Discografía
- Varios Artistas:Georgia Sea Islands songs (New World Records, 1977)
- Varios Artistas: The Alan Lomax Collection - Georgia Sea Islands: Biblical Songs and Spirituals (Rounder, 1998),
- Varios Artistas: Earliest Times: Georgia Sea Island Songs for Everyday Living (Rounder, 1998).
- Bessie Jones: So Glad I'm Here (Rounder, 1975)
- Bessie Jones: Step It Down (Rounder, 1979)
- Bessie Jones: Put Your Hand on Your Hip, and Let Your Backbone Slip (Rounder, 2001).